# Spiritisme abracadabrant
Spiritisme abracadabrant es una película de Georges Méliès estrenada en 1900 en los inicios del cine mudo. Esta película a veces se denomina Spiritisme extravagant o Spiritisme fin de siècle .

## Sinopsis
Sobre el tema de Le Déshabillage impossible, un espiritista lucha con su ropa. Cuando no es su sombrero lo que desaparece, es otro objeto. Esta película está en blanco y negro.

## Artículo relacionado
- Filmografía de Georges Méliès

- Datos: Q3493564
- Multimedia: Spiritisme abracadabrant / Q3493564